# Salix glabra
Espèce
Classification APG III (2009)
Salix glabra, le Saule glabre, est une espèce de plantes à fleurs de la famille des Salicaceae. C'est un saule natif du centre et du sud-est de l'Europe.

## Description

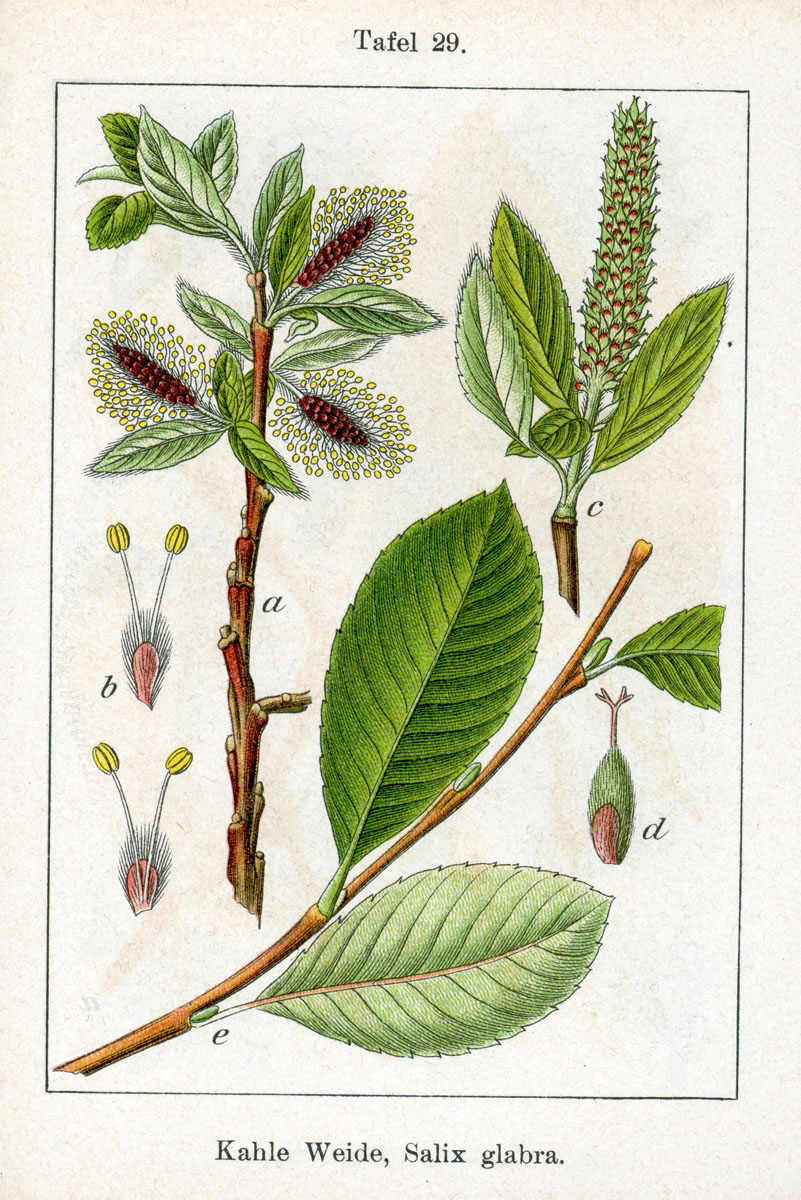
Illustration de Jacob Sturm issue de l'ouvrage de Johann Georg Sturm : Deutschlands Flora in Abbildungen, 1796.

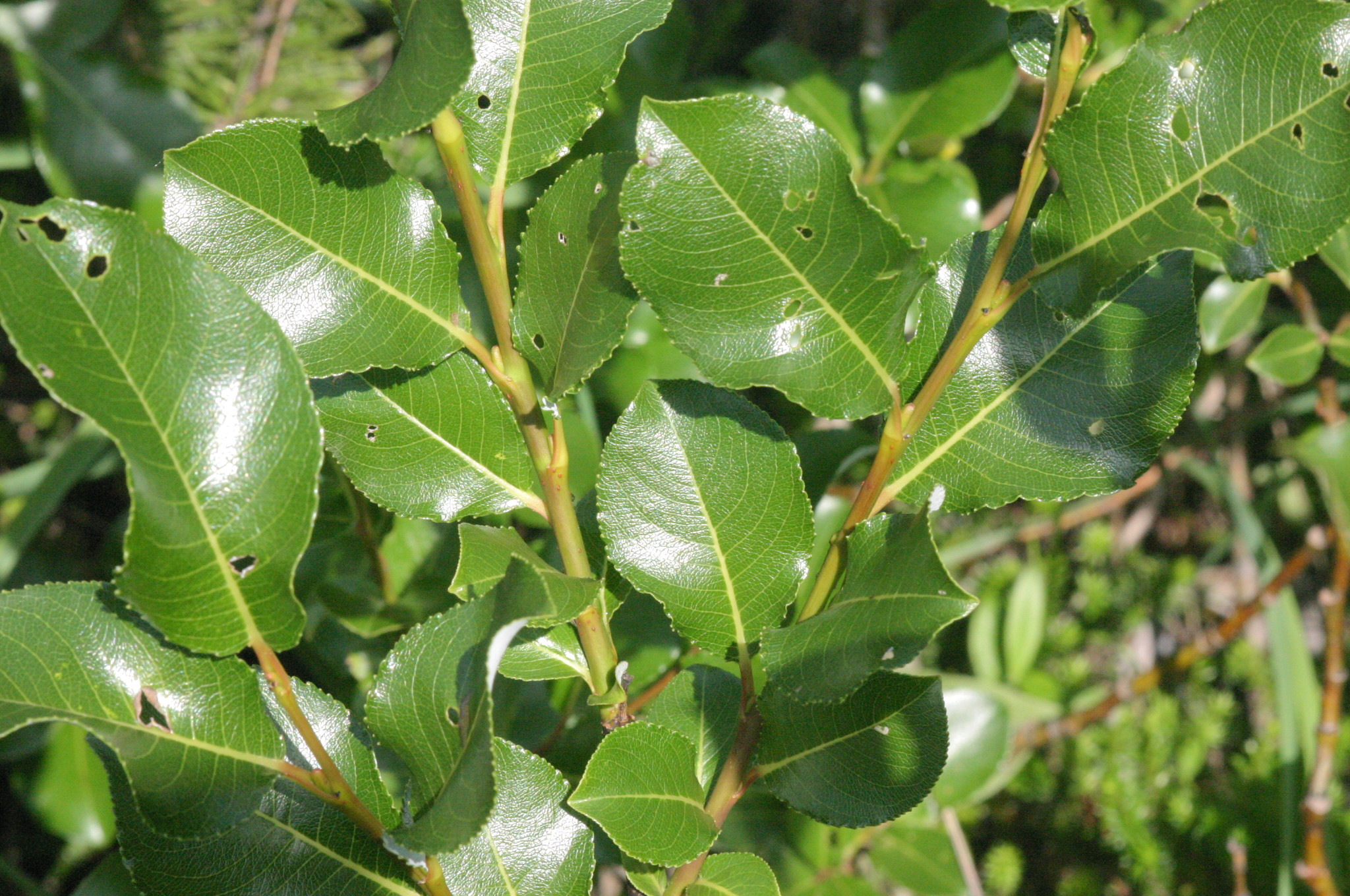
Rameau.

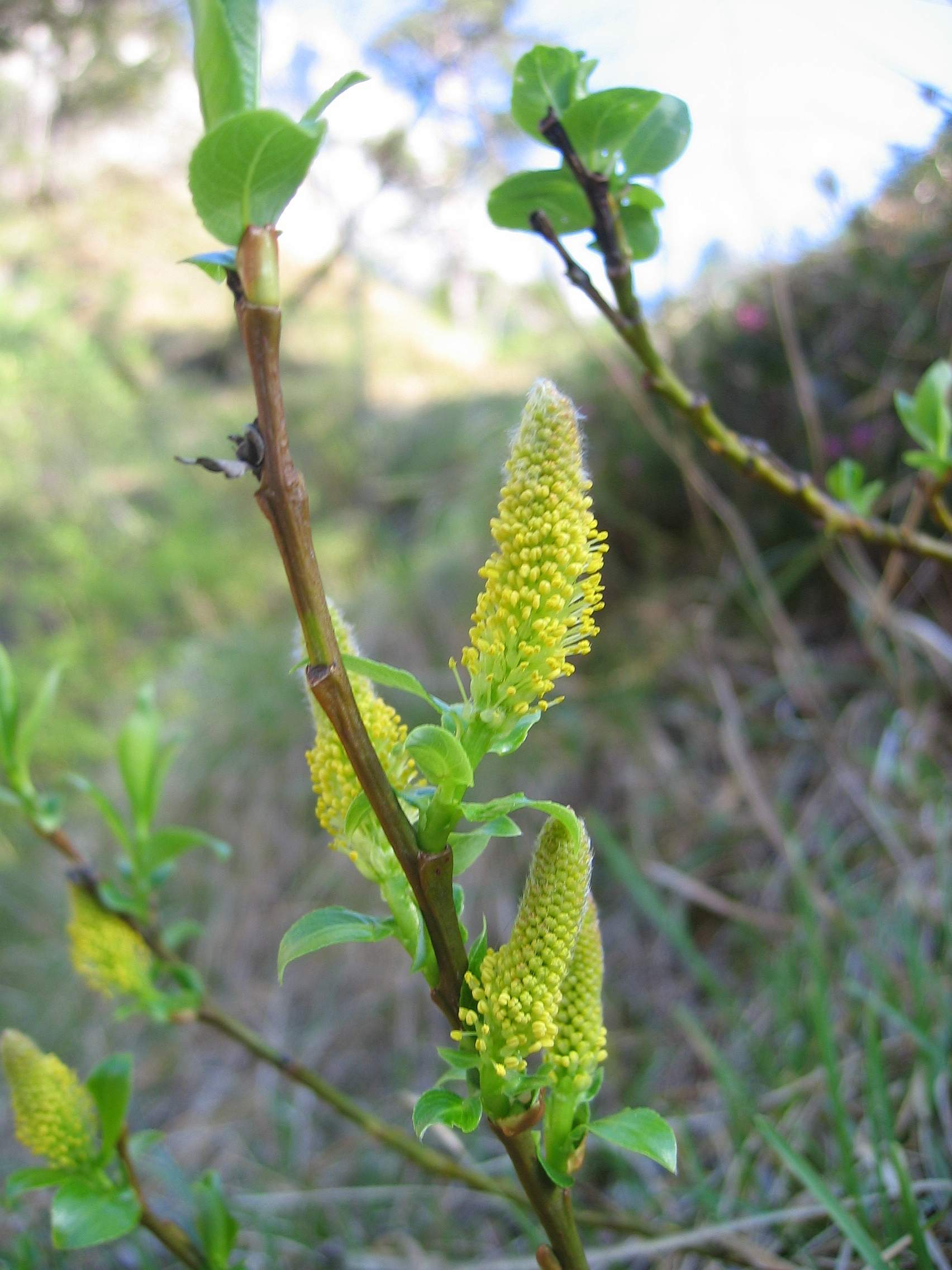
Chaton mâle.

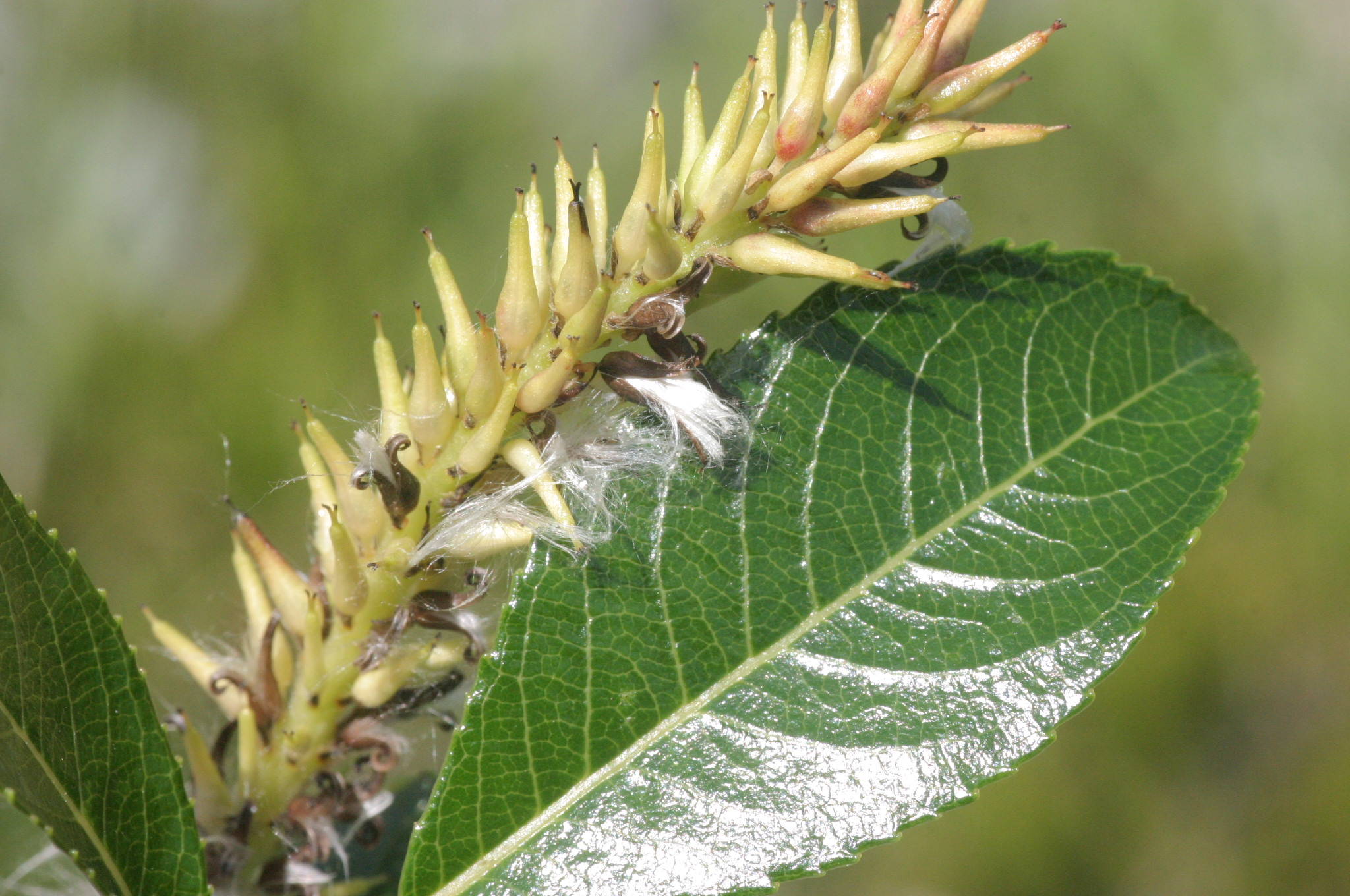
Fructification.

Salix glabra est un buisson atteignant jusqu'à 1,5 mètre de haut. Toutes les parties de la plante sont glabres et les branches sont d'un rouge brunâtre,,
.
La floraison a lieu de mai à juin.
Chromosomie : 2n = 76 ou 114.

## Distribution
La plante se trouve naturellement en Autriche, dans le Sud de l'Allemagne, dans l'Ouest de la Suisse, en Slovénie, en Croatie, en Bosnie et dans le Nord de l'Italie.